# Eremomela de collar
L'eremomela de collar (Eremomela atricollis) és una espècie d'ocell passeriforme que pertany a la família Cisticolidae pròpia d'Àfrica central.

## Distribució i hàbitat
Es troba al nord d'Angola, el sud de la República Democràtica del Congo i Zàmbia.
L'hàbitat natural són els boscos tropicals secs i la sabana.